# Peromyscopsylla scotti
Peromyscopsylla scotti är en loppart som beskrevs av I.Fox 1939. Peromyscopsylla scotti ingår i släktet Peromyscopsylla och familjen smågnagarloppor. Inga underarter finns listade i Catalogue of Life.